# Ibirajuba
Ibirajuba es un municipio del estado de Pernambuco, Brasil. Tiene una población estimada de 7.768 habitantes en el 2020, según el IBGE.

## Toponimia
La palabra "Ibirajuba" viene del tupí que significa "árbol amarillo", de "Ybirá": árbol, tronco, madera y "yuba": amarillo, rubio.

## Historia
Ibirajuba en sus inicios formaba parte del municipio de Altinho. El 20 de diciembre de 1963 recibió su estatus de municipio.